# جان برسفورد (بازیکن فوتبال)
جان برسفورد (انگلیسی: John Beresford؛ زادهٔ ۴ سپتامبر ۱۹۶۶) بازیکن فوتبال اهل بریتانیا است.
از باشگاه‌هایی که در آن بازی کرده‌است می‌توان به باشگاه فوتبال پورتسموث، باشگاه فوتبال بارنزلی، باشگاه فوتبال اوست تاون، باشگاه فوتبال ساوت‌همپتون، باشگاه فوتبال هالیفاکس تاون، باشگاه فوتبال آلفرتون تاون، باشگاه فوتبال منچستر سیتی، باشگاه فوتبال بیرمنگام سیتی، و باشگاه فوتبال نیوکاسل یونایتد اشاره کرد.
وی همچنین در تیم ملی فوتبال England B بازی کرده‌است.